# Skalník celokrajný
Skalník celokrajný (Cotoneaster integerrimus) je keř z čeledi růžovitých, podčeledi Spiraeoideae, jeden ze dvou druhů rodu skalník původních v české flóře. Místy se využívá i jako okrasná dřevina.

## Popis
Je to vzpřímeně rostoucí keř velmi proměnlivého vzhledu, 0,5–2 metry vysoký. Mladé letorosty jsou na koncích jemně žlutozeleně plstnaté, později olysávají; borka je zprvu červenohnědá, u starších jedinců šedá, hladká. Vejčité až eliptické, řapíkaté, střídavé listy o rozměrech zhruba 3 x 2 cm (často i menší) jsou celokrajné, na konci okrouhlé nebo zašpičatělé, vespod plstnaté, svrchu lysé; na podzim opadávají. Drobné, pravidelně pětičetné květy, rozlišené na kalich a korunu, rozkvétají v dubnu až červnu; jsou uspořádány v chudých převislých chocholičnatých květenstvích po 1-5, korunní lístky jsou narůžovělé. Květy jsou opylovány hmyzem, je popisována též autogamie (samosprašnost). Plodem je drobná kulovitá malvice o průměru 5-7 mm, v barvě od cihlově červené po fialovou, uvnitř se dvěma až čtyřmi peckami.

## Ekologie a rozšíření
Skalník celokrajný je světlomilný a teplomilný druh, který snáší i značně vysýchavé kamenité a skalnaté podklady. V ČR se vyskytuje hojně v pahorkatinách termofytika, především na jižní Moravě, v Českém středohoří a Českém krasu, roztroušeně v mezofytiku a pouze výjimečně i v horách oreofytika. Jeho biotopem jsou teplomilné doubravy a jejich křovinaté pláště, lesostepi, teplomilné a suchomilné křoviny svazu Berberidion vulgaris, prosluněné skalnaté svahy (vápencové i silikátové) a skalní výchozy, roste též v suchých trávnících a akátinách.
Celkový areál jeho rozšíření se táhne v Evropě od Španělska po Anglii a jižní Skandinávii na severu, dále přes střední Evropu.Balkán, Malou Asii, Krym a Kavkaz až do Střední Asie a na Sibiř.
V Červeném seznamu ohrožených druhů ČR je řazen do kategorie C4a, mezi vzácnější druhy vyžadující další pozornost.

## Taxonomická poznámka
Fialovoplodí jedinci jsou někdy pokládáni za produkt hybridizace se skalníkem černoplodým (Cotoneaster melanocarpus), značná morfologická proměnlivost vedla některé autory i k odlišení drobného druhu skalníku alaunského (Cotoneaster alaunicus), pro něž však pravděpodobně není důvod.
Dříve užívané synonymum pro druh je skalník obecný (C. vulgaris).

## Galerie

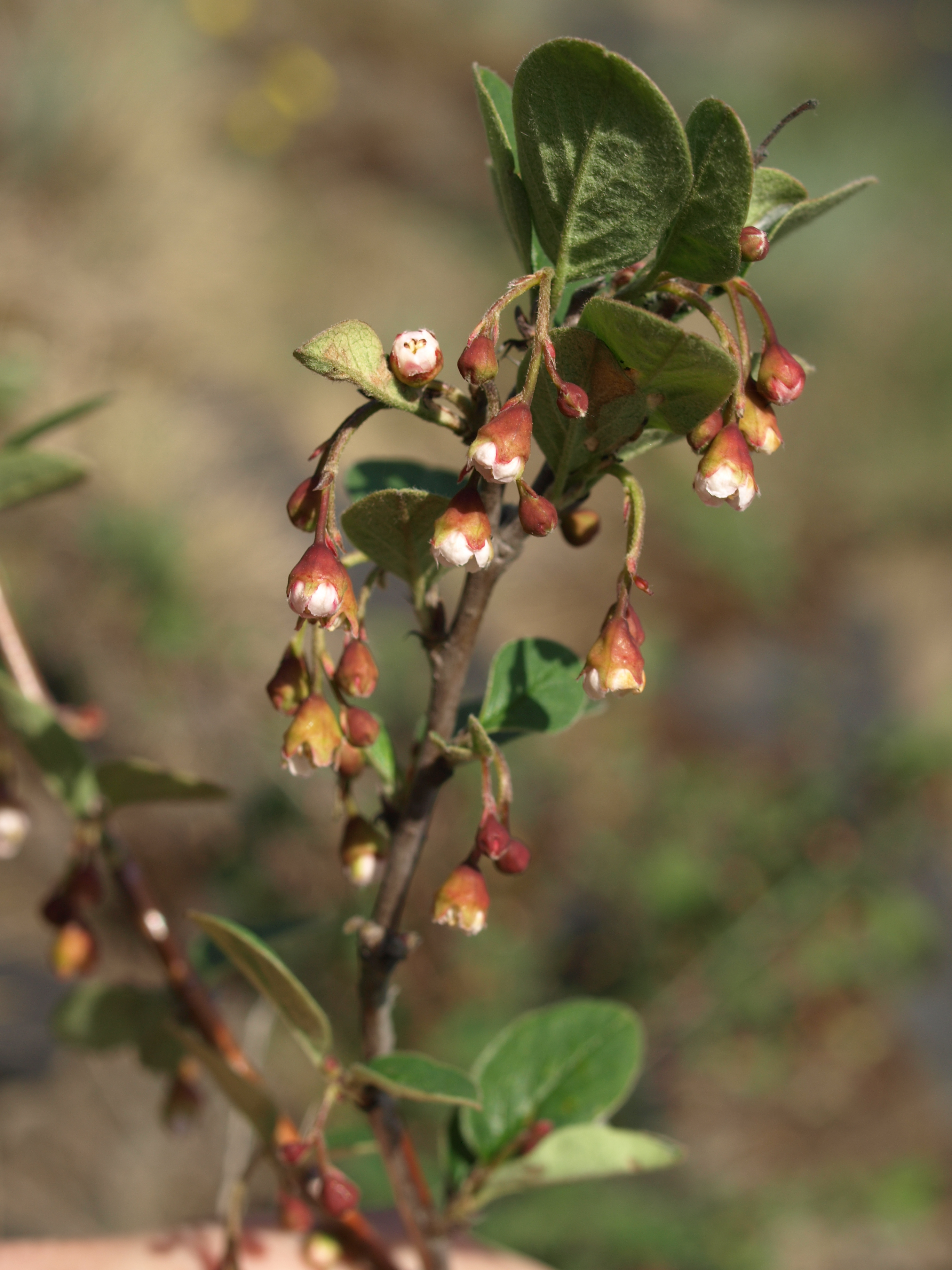
Kvetoucí skalník celokrajný
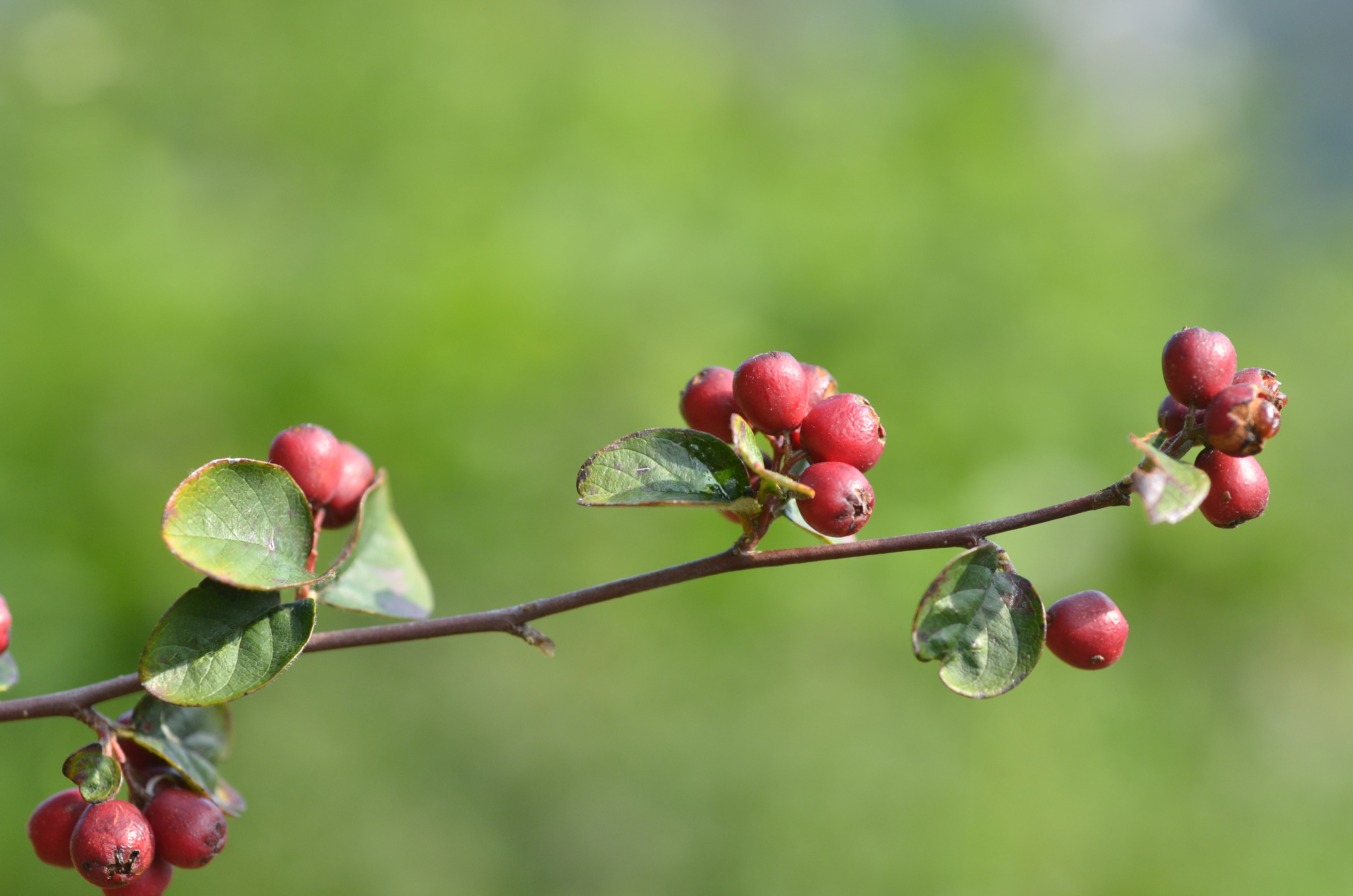
Větévka s plody
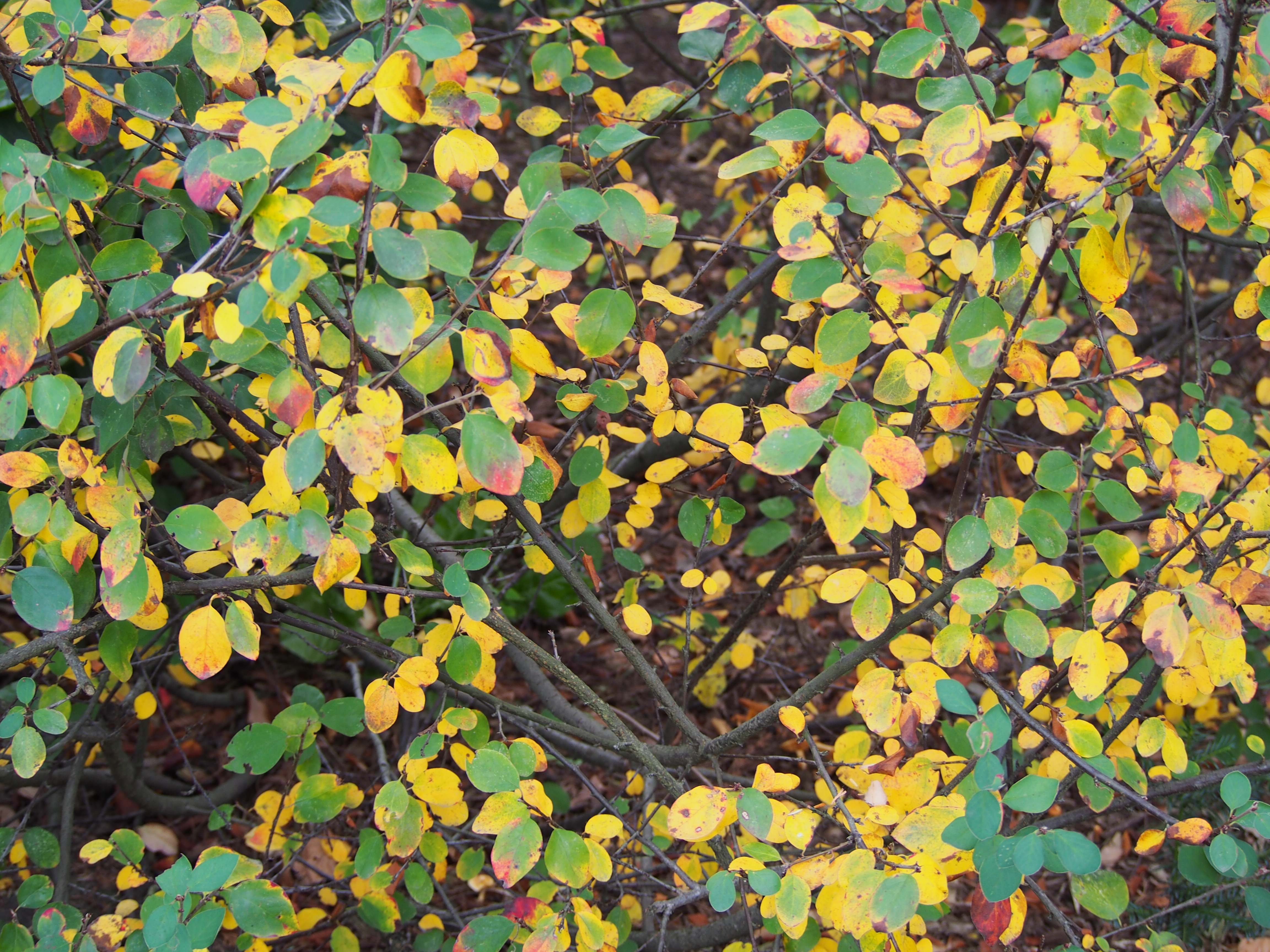
Podzimní vzhled